# 竹中知之
竹中 知之（たけなか ともゆき、1917年（大正6年）7月3日 - 1990年（平成2年）8月）は、日本の検察官であり、弁護士でもある。大分弁護士会会長を務めた後、大分県地方労働委員会会長を務める。岡山県高梁市出身。

## 経歴

### 生い立ち
1917年（大正6年）岡山県上房郡川面村（現：高梁市）の竹中家に出生する。地元の旧制岡山県立高梁中学（現：岡山県立高梁高等学校）へ進学し、1935年（昭和10年）同校を卒業する。同年、旧制第六高等学校文科乙類へ進学し、1938年（昭和13年）同校を卒業、東京帝国大学法学部へ進学する。1941年（昭和16年）10月、東大在籍中に司法試験に合格。同年12月、第二次世界大戦の影響で、同大学政治学科を3ヶ月繰上げ卒業になった。
この年代の卒業生は、1942年（昭和17年）2月に兵役に服し、大日本帝国海軍主計中尉として派遣される。この後、大尉となり、日本が終戦を迎える。1946年（昭和20年）2月まで海軍で勤務を行い、その翌月、3月に司法書記官となる。

### 法務官僚として
その後、1947年（昭和22年）12月、30歳のとき、司法修習生試験に合格する。1948年1月、福井地方検察庁検事となり、翌1949年10月、金沢地方検察庁検事となる。2年半同地で勤務した後、1952年4月、三重県にある津地方検察庁検事として赴任し、同地で四日市支部長検事となる。三重にいる間、法務研究として「米国に於ける脱税犯の捜査及び裁判」を研究している。1957年（昭和32年）名古屋地方検察庁検事となり、1961年（昭和36年）12月、福岡地方検察庁検事・飯塚支部長検事を経て、1966年（昭和41年）竹中が49歳のとき、大分地方検察庁検事次席検事となる。
1971年（昭和46年）54歳のときに、検察庁を退官し、大分県大分市で弁護士となり、1984年（昭和59年）66歳のときに大分弁護士会会長となる。この間、大分県にあったアダチ食品、つくし食品の破産に伴い、破産管財人となっている。この後、晩年にかけて大分県地方労働委員会会長となる。
1989年（平成元年）11月には、同県別府市にある杉乃井ホテルが労使紛争で、同ホテルの労働組合が「会社側が事実上、団体交渉を拒否しているのは不当労働行為だ」として、大分県地方労働委員会の竹中知之に対して、救済命令を求める審問が開かれている。同ホテルの当時の社長が証人として出席し、組合側弁護士が約2時間にわたり、ホテルの経営内容や労使で取り決めている事前協議制度などについて問いただしたが、社長は核心部分については殆ど触れなかった。このため、竹中率いる地方労働委員から「地方労働委員軽視ではないか」と注意を行っている。
1990年（平成2年）8月、死去。享年73歳。